# Экономика Восточного Тимора
Экономика Восточного Тимора зависит от международной поддержки. Восточный Тимор — слаборазвитое аграрное государство. Экономика страны была разрушена в ходе гражданской войны 1976—1999 гг.
Основу экономики составляло сельское хозяйство, в котором преобладало орошаемое земледелие. Половина населения не имела работы. С обретением независимости на первый план вышла нефте- и газодобыча на морском шельфе, которые осуществляются при помощи австралийских компаний. Экономика страны после получения независимости развивается достаточно успешно.
Денежная единица — Тиморское сентаво. Выпуск денег осуществляет Центральный банк Восточного Тимора.

## После обретения независимости
Экономика базируется на добыче нефти и газа, добыче мрамора, на сельском хозяйстве (кофе и тропические фрукты) и экспорте сандалового дерева. В 2011 году ВВП на душу населения — 8,7 тыс. долл. (118-е место в мире). После получения независимости в 2004 году Восточный Тимор был одной из наименее развитых стран мира, второй по бедности страной Азии после Афганистана. В первые годы независимости в стране стали разрабатываться месторождения нефти и газа и ВВП страны вырос с 2004 по 2011 год в 24 раза с 400 миллионов до 9,7 миллиарда долларов. Государственный бюджет страны вырос с 40 миллионов долларов в 2004 году до 1,3 миллиарда долларов в 2011 году. Страна превратилась (по утверждению экспертов МВФ) в наиболее зависимое от мировой цены на нефть государство мира. В 2011 году рост ВВП составил 10 %, в 2012 году темпы роста экономики были примерно такими же. Инфраструктура страны, несмотря на высокие нефтегазовые доходы, развита слабо. Уровень урбанизации достигает лишь 27 %, в 2010 году 87,7 % городских и лишь 18,9 % сельских домохозяйств пользовались электричеством (в среднем по стране — 36,7 %).
Сельское хозяйство (26,5 % ВВП, 64 % занятых в экономике) — кофе, рис, кукуруза, кассава, сладкий картофель, соя, капуста, манго, бананы, ваниль.
Промышленность (17,8 % ВВП, 10 % занятых в экономике) — добыча нефти и газа, производство мыла, одежды, ручные ремесла.
Экспорт (1,3 миллиарда долларов, 2010 год) — нефть (31 % стоимости), газ (26 %), кофе (22 %), сандаловое дерево, ваниль, мрамор.

## Ископаемые
Основное природное ископаемое Восточного Тимора — это нефть и газ. Согласно договору 1989 года между Индонезией и Австралией, Австралия получала право добывать нефть и газ в акватории острова Тимор недалеко от своих границ. Фирмы, занимающиеся этим — Woodside Petroleum и Конокофилипс. К 1999 году 70 % экономической инфраструктуры было разрушено в результате войны между Индонезийским войсками и Тиморскими сепаратистами.
Число беженцев составляло 50 000 человек.
На территории страны есть месторождения золота, платины, мрамора и марганца.

## Сельское хозяйство
На острове достаточно развито сельское хозяйство. Жители выращивают кофе, какао, корицу, кокосовую пальму, рис, кукурузу, кассаву, сою, батат, манго, бананы, ваниль, табак, хлопок. В стране налажено производство копры, мыла и косметических изделий, а также ловля жемчуга — один из способов дохода для жителей страны. В Восточном Тиморе развиты деревообрабатывающая, кожевенная, текстильная и пищевая промышленность. Кустарные промыслы: плетение корзин, резьба по слоновой кости и сандаловому дереву, изготовление керамических изделий.

## Телекоммуникации
Основной сотовый оператор — Portugal Telekom, с 2013 года в стране развивается национальный оператор Telkomcet. Интернет-домен верхнего уровня в стране — .tl.

## Транспорт
Основным видом транспорта в Восточном Тиморе является автомобильный. В стране около 6040 км автомобильных дорог, из которых 2600 км мощёных и 3440 км грунтовых. Один морской грузовой порт в Дили. Железных дорог в Восточном Тиморе нет.

## Преимущества
Преимущества: залежи нефти и газа в Тиморском море. В Тиморском море найдено несколько месторождений нефти. Запасы только одного из них — Байу-Ундан — оцениваются в 3 миллиарда долларов. Традиционная основа сельского хозяйства — кофе и тропические фрукты.

## Недостатки
В 1999 году во время беспорядков сильно разрушена инфраструктура. Плохо развит промышленный сектор. Недоразвита инфраструктура, низкая грамотность населения.